# Благодатовка (Харьковская область)
Благодатовка (укр. Благодатівка) — село, 
Грушевский сельский совет, 
Купянский район, 
Харьковская область.
Код КОАТУУ — 6323781203. Население по переписи 2001 года составляет 351 (168/183 м/ж) человек.

## Географическое положение
Село Благодатовка находится на расстоянии в 5 км от реки Оскол,
в 2-х км от реки Сенек,
в 4-х км находится город Купянск.
В 2-х км проходит автомобильная дорога Р-07.
К селу примыкают садовые с лесные массивы.
Рядом проходит железная дорога, в 2-х км станция Осадьковка.

## История
- 1888 — дата основания.